# Mega-RoRo-Typ
Der Mega-RoRo-Typ ist ein Schiffstyp der dänischen Reederei DFDS. Die zwischen 2019 und 2021 in Dienst gestellten Schiffe sind die größten Einheiten der Reederei.

## Geschichte
Der Schiffstyp wurde vom dänischen Schiffsarchitekturbüro Knud E. Hansen in Helsingør entworfen. Der Entwurf basiert auf einem Konzept des dänischen Unternehmens OSK–Shiptech.
Die Schiffe wurden auf der Werft China Merchants Jinling Shipyard (Nanjing) gebaut. Im September 2016 wurden zunächst zwei Einheiten des Typs bestellt. Im Juni 2017 erweiterte DFDS die Bestellung um zwei Einheiten, denen im Juni und im August 2018 die Bestellungen für die letzten beiden Einheiten der Serie folgten.
Der Bau der Schiffe begann mit dem ersten Stahlschnitt Ende August 2017.
Der Schiffsentwurf wurde mit dem Ferry Shiping Summit Award 2020 ausgezeichnet. Die Ephesus Seaways wurde mit dem Shippax Award 2020 in der Rubrik „Ro-Ro Technology“ ausgezeichnet.

## Beschreibung
Die Schiffe werden von zwei Zweitakt-Achtzylinder-Dieselmotoren des Typs MAN 8S50 ME-C mit jeweils 11.800 kW Leistung angetrieben. Die Motoren wirken auf zwei Verstellpropeller. Die Schiffe sind mit zwei mit jeweils 2.350 kW Leistung angetriebenen Bugstrahlrudern ausgestattet. Für die Stromerzeugung stehen zwei von den Hauptmotoren mit jeweils 2.350 kW Leistung angetriebenen ABB-Wellengeneratoren und zwei von Dieselmotoren des Typs MAN 7L21/31 mit jeweils 1.980 kW Leistung angetriebene Generatoren zur Verfügung. Im Hafen können die Schiffe mit Landstrom versorgt werden.
Die Motoren der Schiffe erfüllen die Vorgaben des Energy Efficiency Design Index in Bezug auf die CO2-Emissionen. Zur Reduzierung von Schwefelemissionen sind sie mit zwei Gaswäschern ausgerüstet.

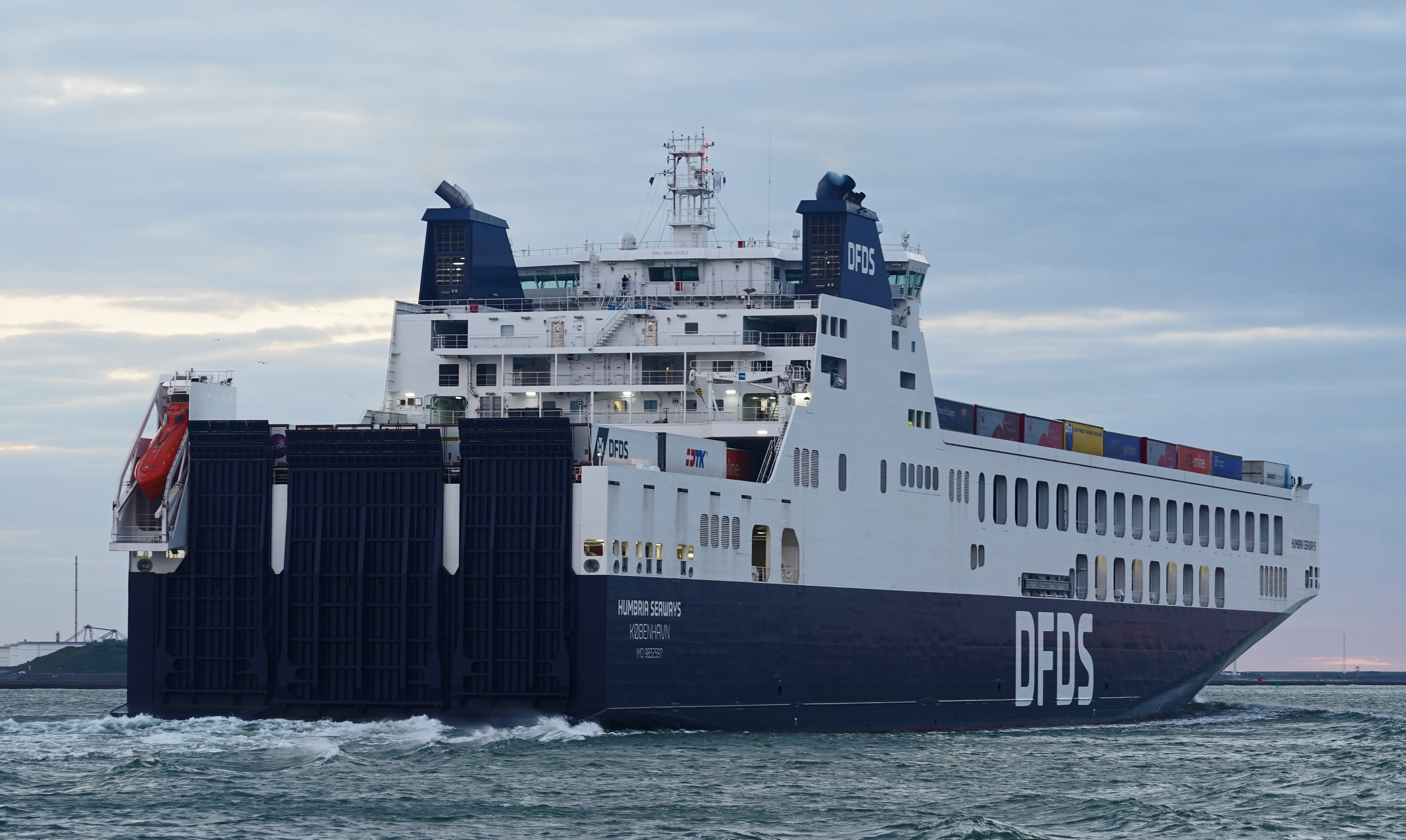
Heckansicht der Humbria Seaways mit den drei Heckrampen

Die Schiffe verfügen über fünf Ro-Ro-Decks: Decks 1 (Tankdecke), Deck 3 (Hauptdeck), Deck 5, Deck 7 und Deck 8 (Wetterdeck). Die Ro-Ro-Decks sind über drei Heckrampen zugänglich und mit internen Rampen untereinander verbunden. Die mittlere Heckrampe führt auf das Ro-Ro-Deck auf dem Hauptdeck. Sie ist 18,1 m lang und 9,5 m breit. Die Rampe kann mit 200 t belastet werden. Die beiden äußeren Rampen führen auf das Ro-Ro-Deck auf Deck 5. Sie sind  21,1 m lang und 6,4 m breit und können mit 150 t belastet werden. Die nutzbare Höhe auf dem Hauptdeck beträgt 7,2 m und auf den anderen Ro-Ro-Decks 4,7 m. Die Ro-Ro-Decks können mit 3 t/m² (Deck 1 und 3), 2 t/m² (Deck 5 und 7) bzw. 1 t/m² (Deck 8) belastet werden. Auf den Ro-Ro-Decks stehen jeweils bis zu zehn Fahrspuren mit insgesamt 6.700 Spurmetern zur Verfügung. Die Gesamtfläche der Ro-Ro-Decks beträgt 21.608 m². Davon entfallen 2.413 m² auf Deck 1, 4.457 m² auf Deck 3, 4.768 m² auf Deck 5, 5.703 m² auf Deck 7 und 4.267 m² auf Deck 8. Die Schiffe können 450 Trailer befördern.
Das Deckshaus mit fünf Decks befindet sich im hinteren Drittel der Schiffe. Es überbaut das darunterliegende Ro-Ro-Deck auf Deck 7, das hinter dem Deckshaus nach oben offen ist. Vor dem Deckshaus befindet sich mit dem Wetterdeck auf Deck 8 ein weiteres offenes Ro-Ro-Deck. Im Deckshaus befinden sich die Einrichtungen für die Schiffsbesatzung sowie Einrichtungen für zwölf Passagiere. Für diese stehen zwölf Kabinen zur Verfügung, von denen sechs als Doppelkabinen genutzt werden können, sowie ein Aufenthaltsraum und ein Restaurant. Die Brücke befindet sich auf dem obersten Deck des Deckshauses. Sie ist vollständig geschlossen und erstreckt sich über die gesamte Schiffsbreite. Auf über die Schiffsbreite hinausgehende Nocken wurde verzichtet und für die Brückenbesatzung ein Kamerasystem für An- und Ablegemanöver und beispielsweise Schleusenpassagen installiert.
Am Heck der Schiffe befindet sich auf der Backbordseite ein Freifallrettungsboot. Der Rumpf der Schiffe ist eisverstärkt (Eisklasse 1C).

## Schiffe
| Mega-RoRo-Typ     | Mega-RoRo-Typ | Mega-RoRo-Typ | Mega-RoRo-Typ                     | Mega-RoRo-Typ              |
| Bauname           | Baunummer     | IMO-Nummer    | Kiellegung Ablieferung            | Spätere Namen und Verbleib |
| ----------------- | ------------- | ------------- | --------------------------------- | -------------------------- |
| Gothia Seaways    | JLZ9160408    | 9816830       | 5. Januar 2018 31. Januar 2019    | 2019: Ephesus Seaways      |
| Belgia Seaways    | JLZ9160409    | 9816842       | 17. Juli 2018 8. Mai 2019         | 2019: Troy Seaways         |
| Hollandia Seaways | JLZ9160410    | 9832585       | 22. November 2018 9. Oktober 2019 |                            |
| Humbria Seaways   | JLZ9160411    | 9832597       | 27. März 2019 7. Januar 2020      |                            |
| Flandria Seaways  | JLZ9160412    | 9860142       | 15. April 2019 2. September 2020  |                            |
| Scandia Seaways   | JLZ9160413    | 9864681       | 11. Oktober 2019 6. Januar 2021   |                            |

Die ersten beiden Einheiten des Typs gehören der türkischen Reederei DFDS Denizcilik ve Taşımacılık und werden unter türkischer Flagge im Frachtverkehr zwischen Istanbul und Triest eingesetzt. Die folgenden vier Einheiten gehören der dänischen Reederei DFDS und verkehren unter dänischer Flagge auf verschiedenen Strecken in der Nordsee.